# Ván sàn
Ván sàn là thuật ngữ chung cho một lớp phủ cố định của một sàn, hoặc cho công việc lắp đặt một lớp phủ sàn như vậy. Lớp phủ sàn là một thuật ngữ để mô tả chung bất kỳ vật liệu hoàn thiện nào được áp dụng lên cấu trúc sàn để cung cấp một bề mặt đi lại. Cả hai thuật ngữ đều được sử dụng có thể thay thế cho nhau nhưng lớp phủ sàn thường chỉ đến các vật liệu rải lỏng.
Vật liệu hầu như luôn được phân loại là sàn bao gồm thảm, gỗ công nghiệp, gạch, và vinyl.

## Sàn dưới
Sàn dưới lớp sàn được gọi là sàn dưới, nơi cung cấp sự hỗ trợ cho lớp sàn. Có các loại sàn dưới đặc biệt như sàn nổi, sàn nâng hoặc sàn nhảy có thể được lắp đặt trên một sàn dưới khác cung cấp độ cứng vững cấu trúc. Sàn dưới ở mức dưới mặt đất (dưới lòng đất) hoặc sàn tầng trệt trong các toà nhà không có tầng hầm thường có sàn dưới bằng bê tông. Sàn dưới ở mức trên mặt đất (trên mặt đất) thường có sàn dưới bằng gỗ dán.

## Vật liệu sàn
Lựa chọn vật liệu cho lớp phủ sàn bị ảnh hưởng bởi các yếu tố như chi phí, độ bền, cách âm, sự thoải mái, và công sức làm sạch. Một số loại sàn không được lắp đặt dưới mặt đất, bao gồm gỗ công nghiệp và gỗ tự nhiên do tiềm năng hư hỏng từ độ ẩm.
Sàn dưới có thể được hoàn thiện theo cách mà nó có thể sử dụng mà không cần công việc thêm, xem:
- Sàn đất bằng đất sét hoặc đất sét[2]
- Sàn bê tông, các lớp phẳng/nhám/granit bằng bê tông,[3] bê tông cải tiến bằng polyme và các lớp phẳng/nhám.[4]

### Thảm
Thảm là một loại sàn mềm được làm từ sợi thảm buộc lại hoặc sợi đóng ghim. Thảm chỉ đến việc lót từ tường này sang tường kia, trong khi thảm lớn chỉ được sử dụng để che một không gian. Loại sàn này thường được sử dụng trong nhà và có thể được sử dụng ở cả khu vực lưu lượng lớn và thấp. Nó thường kéo dài 15-18 năm trước khi cần được thay thế. Chất lượng của một thảm thường được đo bằng trọng lượng mặt, hoặc có bao nhiêu sợi trên mỗi inch vuông. Trọng lượng mặt càng cao thì thảm càng mềm mại.
Thảm có nhiều loại vật liệu khác nhau bao gồm len, nylon, olefin và polyester.
Có các loại thảm khác nhau như thảm xoắn, thường được gọi là berber. Thảm xoắn được làm từ nhiều sợi xoắn được đặt vào lớp lót thảm. Nó thường được sử dụng ở khu vực lưu lượng thấp. Một loại thảm khác là thảm vòng, được làm từ sợi vòng được đặt vào lớp lót thảm. Loại thảm này thường được sử dụng ở khu vực lưu lượng lớn vì nó dễ dàng làm sạch.
Có bốn chiều rộng phổ biến cho thảm: 6' rộng, 12' rộng, 13'6" rộng, và 15' rộng.

#### Phương pháp lắp đặt
Hiện nay, có hai hình thức chính để lắp đặt thảm: lắp đặt không cần đinh và lắp đặt bằng keo trực tiếp. Lắp đặt không cần đinh xảy ra khi thanh đinh được lắp đặt xung quanh viền của một căn phòng và thảm được căng qua lớp đệm lên những thanh đinh đó để giữ nó ở vị trí. Trước phương pháp lắp đặt này, thảm được gắn đinh vào toàn bộ lắp đặt bằng ghim, do đó phương pháp mới được gọi là lắp đặt không cần đinh; vì bạn không còn cần móng tay ở giữa sàn. Lắp đặt bằng keo trực tiếp xảy ra khi bạn thoa keo đặc biệt cho thảm lên bề mặt và sau đó cuốn thảm lên lớp keo để giữ nó ở vị trí.

#### Lớp lót dưới thảm
Lớp đệm có thể được đặt dưới thảm để tăng thêm sự thoải mái và cung cấp một ít cách âm. Mức độ thoải mái phụ thuộc vào loại vật liệu sử dụng, có thể bao gồm bọt nhớ và cao su tái chế.
Lớp lót dưới thảm được đánh giá theo mật độ tính bằng đơn vị pound. Ví dụ, bạn có thể mua một lớp đệm thảm với đánh giá mật độ 8 pound, sẽ mềm hơn so với lớp đệm thảm có đánh giá mật độ 10 pound. Lớp đệm mềm hơn sẽ mang lại cảm giác đi trên thảm tốt hơn, nhưng có thể giảm độ bền của thảm đặt lên trên nó. Mật độ càng cao, thảm càng bền.

### Sàn gỗ
Có nhiều loài gỗ khác nhau được chế tạo thành sàn gỗ với hai hình thức chính: sàn ván và đan chéo. Gỗ cứng thường bền hơn nhiều so với gỗ mềm. Gỗ tái chế có một diện mạo độc đáo và được sử dụng trong Xây dựng xanh|công trình xây dựng xanh (tiêu chuẩn môi trường). Khả năng dẫn nhiệt của sàn gỗ cứng thấp hơn so với sàn gỗ dán ép.
Sàn gỗ kỹ thuật có một lớp gỗ cứng mỏng ở phía trên với lõi composite. Đây có thể là một lựa chọn giá rẻ hơn so với việc mua sàn gỗ thật, nhưng không thể mài và sơn lại được. Loại sàn này thường được lắp đặt bằng phương pháp khóa chặt.
Sàn gỗ tre là một loại sàn được sản xuất từ cây tre và không phải là loại sàn gỗ. Tre được biết đến với tính bền và thân thiện với môi trường. Nó có sẵn trong nhiều mẫu, màu sắc và kết cấu khác nhau. Có ba loại cấu trúc sàn gỗ tre: cắt ngang, cắt dọc và dệt sợi tre. Dệt sợi tre là loại cứng nhất và bền nhất trong ba loại này.
Sàn nhựa bằng vật liệu sản xuất từ phụ phẩm của cây sồi nhựa (cork oak tree). Sàn nhựa được xem là thân thiện với môi trường vì vỏ cây sồi nhựa được lột mỗi chín đến mười năm và không gây hại cho cây. Sàn nhựa có dạng dạng viên gạch và thanh, có thể cần keo hoặc không cần keo khi lắp đặt.
Độ bền và cứng của gỗ cứng được xác định bởi hệ thống xếp hạng gọi là thang đo độ cứng Janka. Thang đo Janka là lượng PSI cần thiết để nhúng một quả bóng thép vào gỗ cứng. Càng cần nhiều PSI để làm điều đó, gỗ càng cứng.

### Laminate
Laminate là một loại vật liệu lót sàn giống như gỗ cứng nhưng được làm từ lõi gỗ dán hoặc sợi gỗ trung bình ("MDF") với lớp phủ nhựa laminate trên cùng. Laminate HDF bao gồm sợi gỗ mật độ cao được phủ bởi một hoặc nhiều lớp giấy trang trí và một lớp bảo vệ trong suốt. Laminate có thể bền hơn gỗ cứng, nhưng không thể tái tạo như gỗ cứng. Sàn laminate có sẵn trong nhiều họa tiết khác nhau, có thể giống các loại gỗ khác nhau hoặc thậm chí gạch men. Nó thường được khóa hoặc gõ vào nhau. Cần có lớp đệm dưới sàn laminate để kiểm soát độ ẩm và tiếng ồn.
Phương pháp lắp đặt phổ biến cho sàn laminate là lắp đặt nổi, có nghĩa là sàn được kết nối với nhau để hình thành hệ thống sàn liên kết và không được gắn vào sàn phụ, có nghĩa là nó có thể "nổi" trên nhiều loại sàn khác nhau. Điều này bao gồm các loại sàn hiện có như gạch men và sàn gỗ cứng. Đây là phương pháp lắp đặt linh hoạt nhất vì nó có thể được đặt trên bất kỳ chất nền nào miễn là nó bằng phẳng.

### Sàn hybrid
Hybrid kết hợp những đặc điểm tốt nhất của cả laminate và vinyl để tạo ra một sàn nổi cứng có thể được lắp đặt trên toàn bộ ngôi nhà. Hybrid được làm từ nhiều lớp vật liệu được ép chung lại với nhau để tạo ra một sàn cực kỳ bền.

### Sàn cứng

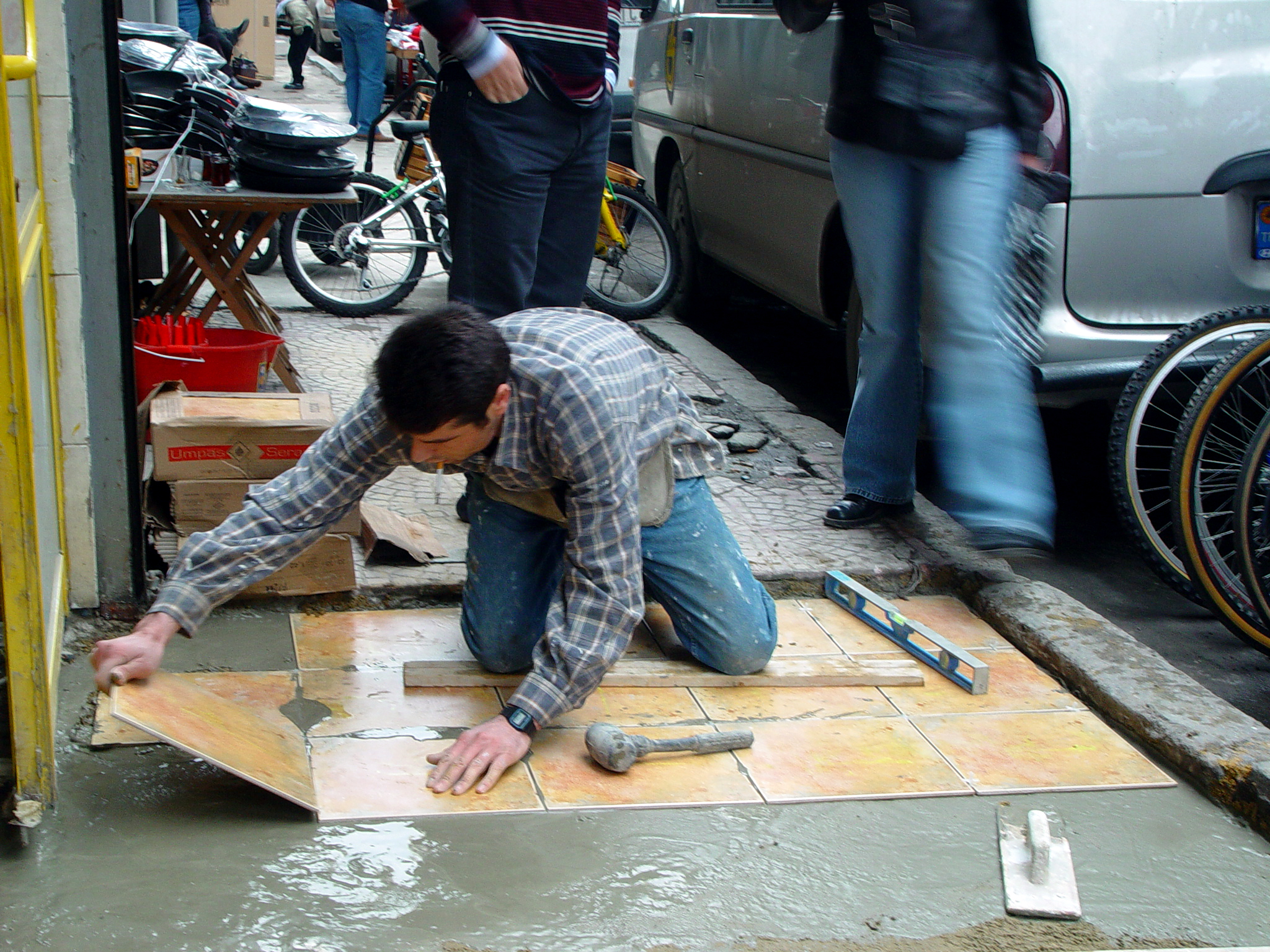
Sàn Ceramic tiles ở một con đường ở Istanbul

Sàn cứng (không nên nhầm lẫn với "gỗ cứng") là một nhóm các vật liệu lót sàn bao gồm bê tông hoặc xi măng, gạch sứ, gạch kính, và các sản phẩm đá tự nhiên.
Gạch sứ là sản phẩm từ đất sét được tạo thành dạng gạch mỏng và nung cháy. Gạch sứ được đặt trên lớp vữa hoặc chất kết dính với các đường nối giữa các viên gạch được trám. Các loại gạch sứ bao gồm gạch đá mỏ, gạch sứ, gạch đất nung.
Nhiều loại đá tự nhiên khác nhau được cắt thành nhiều kích thước, hình dạng, và độ dày khác nhau để sử dụng làm sàn. Phương pháp lắp đặt sàn đá tương tự như gạch sứ. Đá phiến và đá cẩm thạch là các loại sàn đá phổ biến cần được đánh bóng và dùng chất kết dính. Các hạt đá dùng trong xây dựng, như Terrazzo, cũng có thể được sử dụng thay vì đá cắt thô và có sẵn dưới dạng viên gạch đã được tạo hình hoặc được xây dựng ngay tại chỗ bằng vữa xi măng.
Gạch sứ có thể được sử dụng thay cho đá tự nhiên. Đây là một vật liệu gốm giống như gạch; tuy nhiên, nó thường có độ dày 20 mm (0,79 in) và thường có dạng hình vuông với kích thước 60 cm (24 in).

#### Bê tông mài bóng

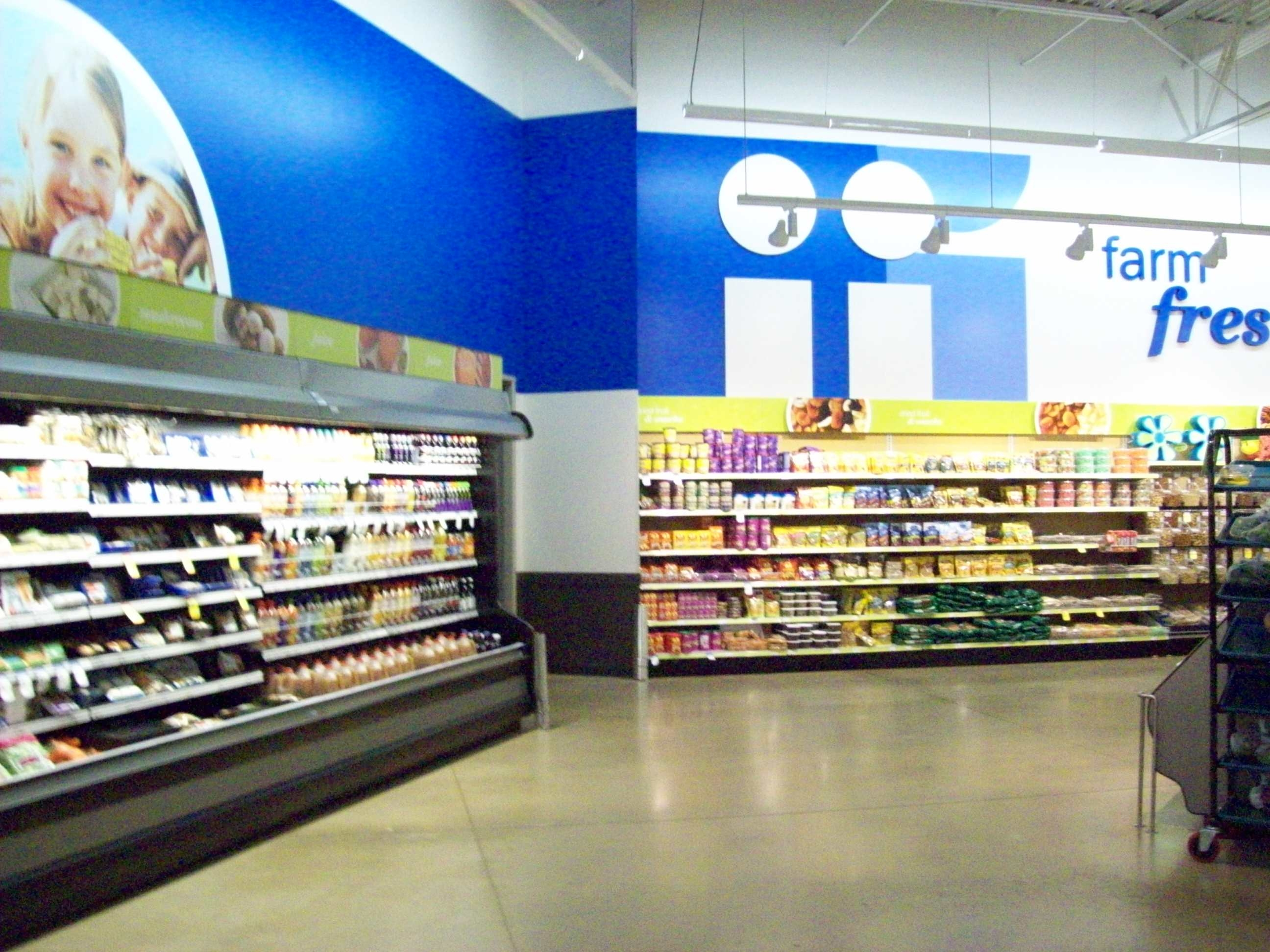
Bê tông mài bóng trong một cửa hàng tạp hóa.

Sàn bằng bê tông hoặc xi măng cũng được sử dụng vì khả năng của nó được xử lý để tạo cảm giác khác nhau và độ bền của nó, chẳng hạn như bê tông mài bóng. Việc tái tạo bề mặt sàn bằng epoxy được sử dụng để cập nhật hoặc nâng cấp bề mặt sàn bê tông trong các ứng dụng thương mại và nhà ở - xem mục sàn polymer liền mạch phía dưới.
Sàn gạch nổi, còn được gọi là sàn gạch mô-đun, bao gồm một loạt các sản phẩm gạch sứ và gạch men có thể được lắp đặt mà không cần sử dụng keo hoặc vữa. Nói chung, gạch được chỉnh sửa với các kích thước chính xác, và được kết nối với một cơ sở liên kết. Một số sản phẩm yêu cầu sử dụng vữa linh hoạt và một số sản phẩm khác có một dải vữa tích hợp. Những lợi ích bao gồm tốc độ lắp đặt, sự dễ dàng sử dụng, khả năng tái sử dụng, và chi phí thấp so với việc sử dụng các phương pháp lắp đặt gạch truyền thống.

### Sàn dẻo

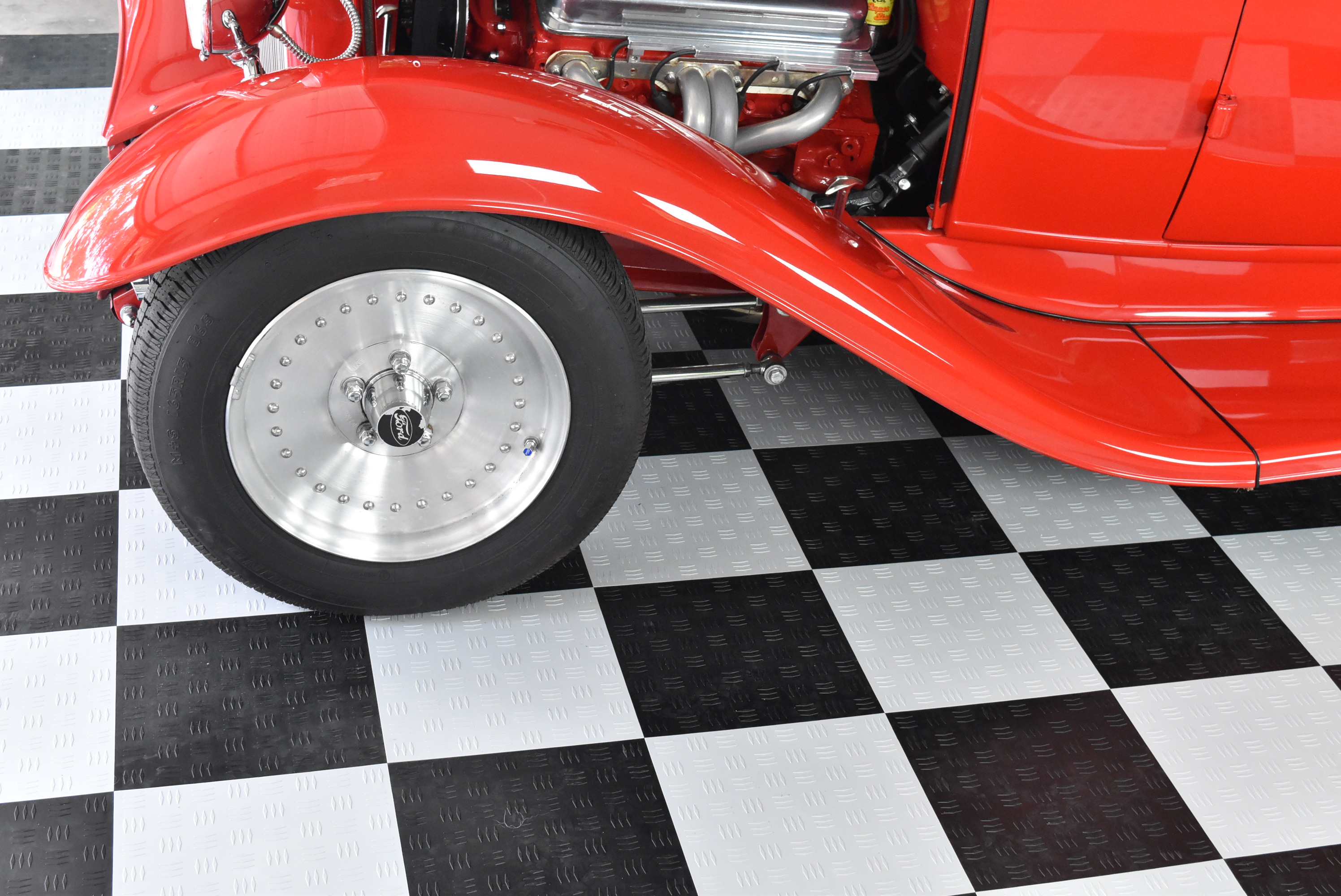
Greatmats Garage Floor Tile Diamond là một dạng của gạch sàn polypropylene dùng cho garage và các khu vực ô tô khác.

Khác với gạch men và đá, được làm từ khoáng chất, sàn dẻo được làm từ các vật liệu có độ đàn hồi nhất định, tạo cho sàn có một mức độ linh hoạt gọi là độ dẻo dai. Các bề mặt biểu diễn dùng cho múa hoặc thể thao thường được làm từ gỗ hoặc sàn dẻo.
Sàn dẻo bao gồm nhiều sản phẩm khác nhau bao gồm linoleum, vinyl dạng tấm, gạch vinyl tổng hợp (VCT), nút cây (dạng tấm hoặc gạch), và cao su.
Sàn vinyl có sẵn dưới dạng tấm lớn hoặc gạch đã cắt sẵn; loại trước là dẻo dai. Một số sản phẩm có keo đã được dán sẵn cho việc lắp đặt dạng b peel-and-stick, trong khi những sản phẩm khác yêu cầu keo phải được phết lên bề mặt nền.
Hai loại cơ bản của gạch vinyl là vinyl nguyên chất (sản phẩm với nội dung vinyl hoặc chất kết dính cao hơn 34%) và vinyl tổng hợp (sản phẩm với nội dung vinyl hoặc chất kết dính thấp hơn 34%), và ba loại cơ bản của sàn vinyl dạng tấm là đồng nhất, inlaid, và lớp phức hợp. Những loại sàn vinyl này khác nhau về quá trình sản xuất và nội dung, nội dung vinyl (polyvinyl chloride) dao động từ 11% đến 55%.
Các sản phẩm sàn dẻo, như PVC và polypropylene đang trở nên phổ biến hơn trong các ứng dụng đặc biệt như sàn của xe tải và sàn garage. Cũng có các ứng dụng mới xuất hiện cho sàn tàu biển. Có những yếu tố quan trọng cần xem xét trong các ứng dụng đặc biệt, có thể không có trong ứng dụng tiêu chuẩn. Ví dụ, một số loại lốp xe sẽ để lại dấu trên sàn PVC nhưng những dấu vết đó sẽ kém rõ rệt hơn trên các sản phẩm polypropylene. Keo dính cũng thay đổi dựa trên ứng dụng.

### Sàn polymer liền mạch

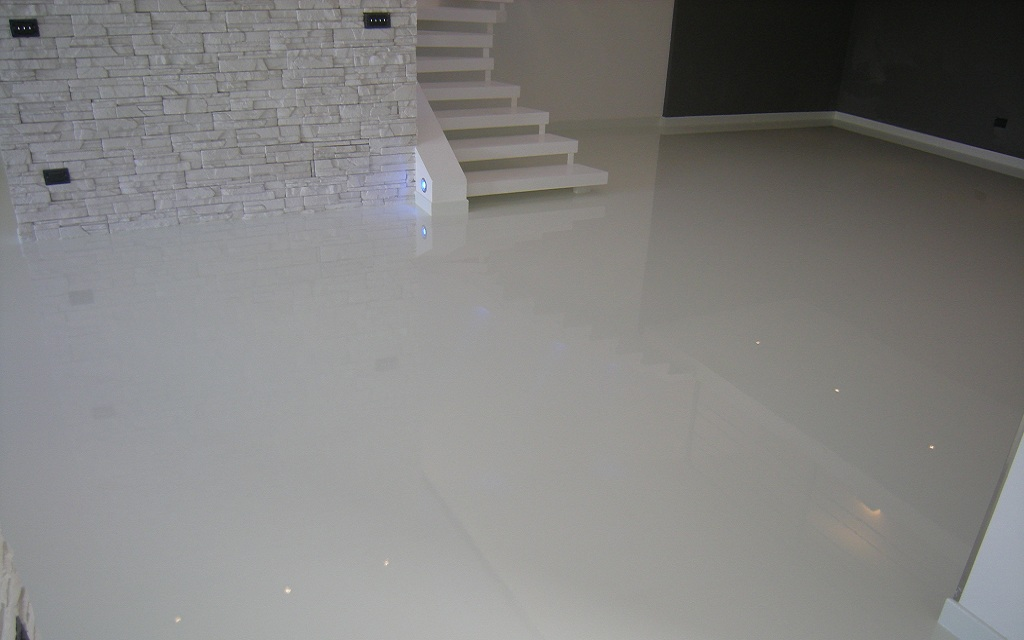
Sàn nhựa dẻo liền mạch

Có nhiều loại vật liệu sàn liền mạch khác nhau có sẵn, từ polymer latex tự khô cho tới nhựa tự cứng thermoset resin như urethane, polyaspartic và epoxy không tan trong nước, trong dung môi hoặc không dung môi. Khi được áp dụng dưới dạng lỏng, khi cho phép khô và/hoặc cứng để tạo ra lớp phủ sàn hoàn toàn liền mạch.
Chúng được sử dụng trong các tình huống từ bảo vệ đơn giản sàn garage gia đình, tới việc phục hồi và bảo vệ sàn thương mại và công nghiệp. Chúng cũng được sử dụng để giải quyết một loạt các vấn đề trong công nghiệp như các khu vực ẩm trong phòng thí nghiệm hoặc nhà máy chế biến thực phẩm, nơi các chất tràn như dầu và mỡ có xu hướng dễ dàng hấp thụ và/hoặc khó làm sạch. Lý do khác để phủ bê tông bằng sàn nhựa tổng hợp là để cải thiện khả năng chống hóa chất, tăng cường khả năng chống va đập và mài mòn, và vì mục đích ngoại hình thẩm mỹ.
Sàn polymer liền mạch có thể có nhiều hình thức:
- Lớp phủ sàn được áp dụng ở dưới 6 mil (0,15 mm)
- Lớp phủ sàn được áp dụng ở 6 - 12 mil (0,15 – 0,3 mm)
- Lớp phủ sàn dày được áp dụng ở 6 - 40 mil (0,15 – 1 mm)
- Sàn có hạt nhúng được áp dụng vượt quá 80 mil (2 mm)
- Dòng sàn tự phẳng/tự cân bằng được áp dụng ở 80 – 120 mil (2 – 3 mm)
- Sàn nhựa dẻo gắn kết được hoàn thiện bằng xiên được áp dụng vượt quá 160 mil (4 mm)
- Sàn dày dặn tự chảy được áp dụng ở 160 – 240 mil (4 – 6 mm)
- Sàn nhựa dẻo chịu tải nặng được hoàn thiện bằng xiên được áp dụng vượt quá 240 mil (6 mm)

Chúng thường có các hạt cơ bản hoặc các hạt cao su được thêm vào để tạo độ bám tốt hơn/kháng trượt trên các lối đi và bậc thang, đặc biệt là ở các khu vực thường xuyên được rửa, và cho độ bám tốt hơn/kháng trượt trên các làn đi.

## Sàn bền vững
Sàn bền vững được sản xuất từ các vật liệu bền vững hơn (và thông qua các quy trình bền vững hơn) giảm yêu cầu đối với các hệ sinh thái trong suốt chu kỳ đời của nó.

## Các tính năng
Có một số tính năng đặc biệt có thể được sử dụng để trang trí hoặc cung cấp các dịch vụ hữu ích cho sàn:
- Medallion sàn: Là những trung tâm trang trí tạo điểm nhấn cho thiết kế sàn.
- Thảm cửa: Giúp giữ cho sàn luôn sạch sẽ.
- Lưới lọc nước: Được sử dụng để thoát nước hoặc làm sạch bụi bẩn trên giày.
- Vạch nổi hoặc vạch cảnh báo: Dùng để cảnh báo ví dụ như nơi có ramp xe lăn, thường được sơn màu hoặc có họa tiết đặc biệt.
- Đèn dẫn đường: Sử dụng để chỉ đường thoát hiểm, đặc biệt là trên máy bay.
- Tấm trang trí hoặc baseboard: Dùng để trang trí hai bên của sàn hoặc che phủ mép của sàn nổi.
- Tấm chống trơn trượt: Có thêm hạt hoặc hạt cao su giúp bánh xe, giày hoặc chân có độ bám tốt hơn.